# Вртяк, Отто Ярослав
Отто Ярослав Вртяк (чеш. Otto Iaroslav Vrtiak; 1 ноября 1924, Дьянова, Чехословакия — 2001, Кошице, Словакия) — чехословацкий и словацкий учёный в области вирусологии сельскохозяйственных животных, член-корреспондент Чехословацкой АН (1973—1991), член Словацкой АН (1978—?) и член Чехословацкой сельскохозяйственной академии.

## Биография
Родился 1 ноября 1924 года в деревне Дьянова. В 1946 году переехал в Кошице. В том же году поступил в Высшую сельскохозяйственную школу, которую окончил в 1951 году. В том же году поступил на работу в Ветеринарный университет в Кошице, где сначала являлся научным сотрудником, затем в 1980-х годах занимал должности ректора и руководителя кафедры инфекционных болезней, одновременно с этим возглавлял Институт экспериментальной медицины.
Скончался в 2001 году в Кошице.

## Научные работы
Основные научные работы посвящены вирусным болезням сельскохозяйственных животных.
- Впервые выделил вирус — возбудитель гриппа типа «А» у уток.
- Выполнил фундаментальные работы по изучению туберкулёза сельскохозяйственных животных.
- Под его руководством и при его активном участии разработаны мероприятия по ликвидации туберкулёза сельскохозяйственных животных в ЧССР.
- Провёл широкие исследования классической чумы, псевдочумы и оспы птиц.

## Членство в обществах
- Иностранный член ВАСХНИЛ (1978—1992).

## Награды и премии
- 1970 — Государственная премия Словацкой Социалистической Республики.